# Asnières-la-Giraud
Ne doit pas être confondu avec Anères.
Pour les articles homonymes, voir Asnières et Giraud.
Asnières-la-Giraud est une commune du Sud-Ouest de la France située dans le département de la Charente-Maritime (région Nouvelle-Aquitaine).

## Géographie
Asnières-la-Giraud est traversée par la RD 150 - Saint-Jean-d'Angély-Saintes. Elle est à 7 km de Saint-Jean-d'Angély et à 20 km de Saintes. C'est Asnières qui est en bordure de cette route qui reprend une route antique et La Giraud est à l'Ouest de la route.
C'est géologiquement un plateau de calcaire fin qui date du  Tithonien (anciennement nommé étage Portlandien). C'est une terre de groie. Son vignoble est situé en appellation cognac, cru des Fins Bois.

### Communes limitrophes
|                               | Saint-Jean-d'Angély | Saint-Julien-de-l'Escap |
| Mazeray                       | Asnières-la-Giraud  | Fontenet                |
| Saint-Hilaire-de-Villefranche | Nantillé            | Sainte-Même             |

## Hydrographie
- Le territoire de la commune est traversé à l'Ouest par le Loubat, petit ruisseau qui coule vers le Nord pour se jeter dans la Boutonne.

## Urbanisme

### Typologie
Au 1er janvier 2024, Asnières-la-Giraud est catégorisée commune rurale à habitat dispersé, selon la nouvelle grille communale de densité à 7 niveaux définie par l'Insee en 2022.
Elle est située hors unité urbaine. Par ailleurs la commune fait partie de l'aire d'attraction de Saint-Jean-d'Angély, dont elle est une commune de la couronne,. Cette aire, qui regroupe 37 communes, est catégorisée dans les aires de moins de 50 000 habitants,.

### Occupation des sols
L'occupation des sols de la commune, telle qu'elle ressort de la base de données européenne d’occupation biophysique des sols Corine Land Cover (CLC), est marquée par l'importance des territoires agricoles (93,8 % en 2018), en diminution par rapport à 1990 (94,9 %). La répartition détaillée en 2018 est la suivante : 
terres arables (61,9 %), zones agricoles hétérogènes (17,5 %), cultures permanentes (9 %), prairies (5,3 %), forêts (3,6 %), zones urbanisées (2,7 %). L'évolution de l’occupation des sols de la commune et de ses infrastructures peut être observée sur les différentes représentations cartographiques du territoire : la carte de Cassini (XVIIIe siècle), la carte d'état-major (1820-1866) et les cartes ou photos aériennes de l'IGN pour la période actuelle (1950 à aujourd'hui).

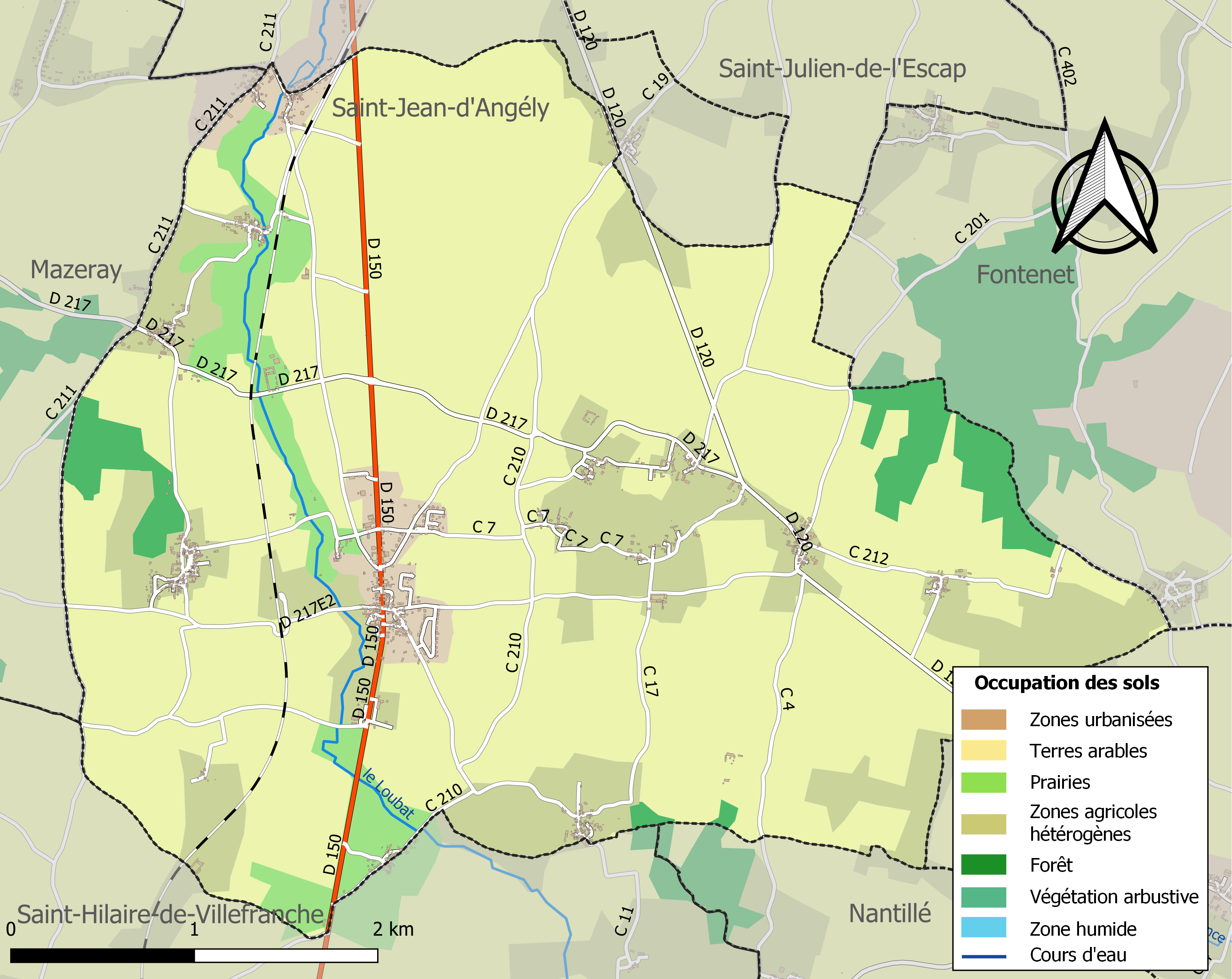
Carte des infrastructures et de l'occupation des sols de la commune en 2018 (CLC).

### Risques majeurs
Le territoire de la commune d'Asnières-la-Giraud est vulnérable à différents aléas naturels : météorologiques (tempête, orage, neige, grand froid, canicule ou sécheresse), inondations, mouvements de terrains et séisme (sismicité modérée). Il est également exposé à un risque technologique,  le transport de matières dangereuses. Un site publié par le BRGM permet d'évaluer simplement et rapidement les risques d'un bien localisé soit par son adresse soit par le numéro de sa parcelle.

#### Risques naturels
Certaines parties du territoire communal sont susceptibles d’être affectées par le risque d’inondation par débordement de cours d'eau. La commune a été reconnue en état de catastrophe naturelle au titre des dommages causés par les inondations et coulées de boue survenues en 1982, 1983, 1986, 1999 et 2010,.

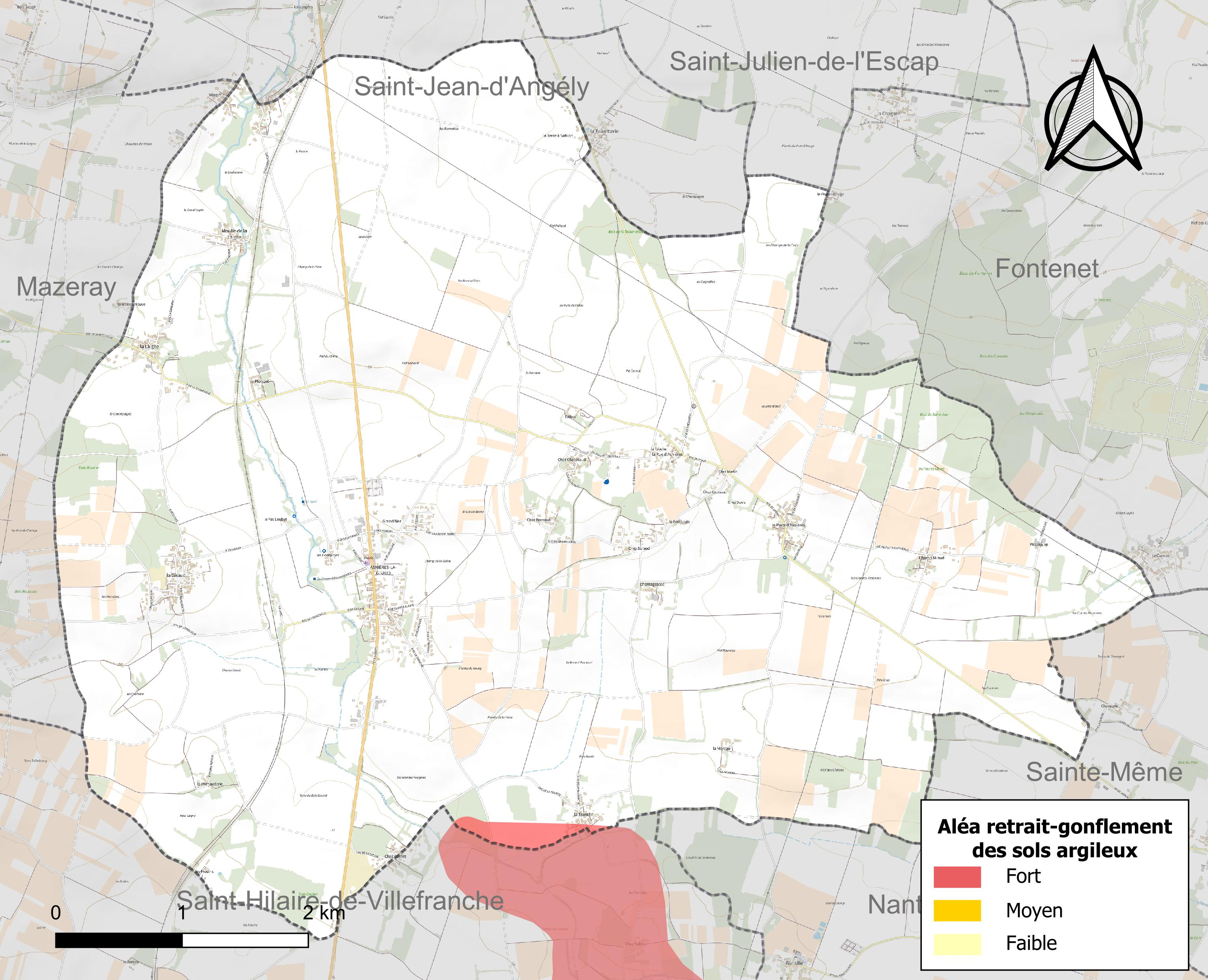
Carte des zones d'aléa retrait-gonflement des sols argileux d'Asnières-la-Giraud.

Les mouvements de terrains susceptibles de se produire sur la commune sont des tassements différentiels.
Le retrait-gonflement des sols argileux est susceptible d'engendrer des dommages importants aux bâtiments en cas d’alternance de périodes de sécheresse et de pluie. 0,4 % de la superficie communale est en aléa moyen ou fort (54,2 % au niveau départemental et 48,5 % au niveau national). Sur les 568 bâtiments dénombrés sur la commune en 2019,  5 sont en aléa moyen ou fort, soit 1 %, à comparer aux 57 % au niveau départemental et 54 % au niveau national. Une cartographie de l'exposition du territoire national au retrait gonflement des sols argileux est disponible sur le site du BRGM,.
Par ailleurs, afin de mieux appréhender le risque d’affaissement de terrain, l'inventaire national des cavités souterraines permet de localiser celles situées sur la commune.
Concernant les mouvements de terrains, la commune a été reconnue en état de catastrophe naturelle au titre des dommages causés par la sécheresse en 1989, 1991, 2003 et 2011 et par des mouvements de terrain en 1983, 1999 et 2010.

#### Risques technologiques
Le risque de transport de matières dangereuses sur la commune est lié à sa traversée par une ou des infrastructures routières ou ferroviaires importantes ou la présence d'une canalisation de transport d'hydrocarbures. Un accident se produisant sur de telles infrastructures est susceptible d’avoir des effets graves sur les biens, les personnes ou l'environnement, selon la nature du matériau transporté. Des dispositions d’urbanisme peuvent être préconisées en conséquence.

## Toponymie
Le toponyme Asnières est porté par de nombreuses communes en France. Ces toponymes remontent à une forme Asinarias, basée sur le nom latin de l'âne asinus, suivi du suffixe -arias > -ières, qui lui confère le sens global d'« élevage d'ânes »,. Par ailleurs, ce type toponymique propre aux régions de langue d’oïl va dans le sens d'un appellatif créé spécifiquement en gallo-roman septentrional, voire directement en langue d’oïl, de asne « âne » + suffixe -ière + -s locatif.
Le toponyme La Giraud fait référence à la famille Giraud, puissante famille qui possédait une grande propriété autour de laquelle s'est développé le hameau.
Le 21 juillet 1937[réf. nécessaire], pour mettre fin à la confusion entre toutes les communes de nom similaire, Asnières accole à son nom celui de la Giraud, un hameau voisin, et devient Asnières-la-Giraud.

## Histoire
Asnières- la-Giraud était sur une route antique de saulniers et servait de halte.
Asnières-la-Giraud a souffert de sa proximité avec Saint-Jean-d'Angély. Durant longtemps elle n'a eu qu'un commerçant, un hôtelier. Un cabaretier s'est installé au XVIIIe siècle et un chirurgien en 1786. Cependant il y avait de nombreuses « maisons des champs » et de nombreux retraités y résidaient.
La station d'Asnières-la-Giraud est mise en service le 8 mai 1911 par l'Administration des chemins de fer de l'État, lorsqu'elle ouvre à l'exploitation la ligne, à double voies, de Saint-Jean-d'Angély à Saintes. Elle est fermée dans la deuxième moitié du XXe siècle.
La laiterie créée en 1923 a fermé en 1960.

## Politique et administration

### Liste des maires
| Période                                  | Période  | Identité        | Étiquette | Qualité  |
| ---------------------------------------- | -------- | --------------- | --------- | -------- |
| Les données manquantes sont à compléter. |          |                 |           |          |
| 2001                                     | 2014     | Guy Madé        | SE        | Retraité |
| 2014                                     | En cours | Christian Ferru |           |          |

### Budget et fiscalité
La fiscalité est d'un taux de 6,28 % pour la taxe d'habitation, 11,80 % sur le foncier bâti, 37 % sur le non bâti  et 8 % de taxe professionnelle, et comme la communauté de communes  prélève sur l'ensemble des quatre taxes, respectivement 2,46 %, 5,50 %, 11,91 % et 3,82 % cela donne au total et avant que s'y ajoutent le département et la région, 8,74 % pour la taxe d'habitation, 17,30 % sur le foncier bâti, 48,91 % sur le non bâti  et 11,82 % de taxe professionnelle (chiffres 2007).

## Population et société

### Démographie
Les habitants sont appelés les Asnièrois.

### Évolution démographique
L'évolution du nombre d'habitants est connue à travers les recensements de la population effectués dans la commune depuis 1793. Pour les communes de moins de 10 000 habitants, une enquête de recensement portant sur toute la population est réalisée tous les cinq ans, les populations de référence des années intermédiaires étant quant à elles estimées par interpolation ou extrapolation. Pour la commune, le premier recensement exhaustif entrant dans le cadre du nouveau dispositif a été réalisé en 2005.

En 2022, la commune comptait 980 habitants, en évolution de −5,86 % par rapport à 2016 (Charente-Maritime : +4,04 %, France hors Mayotte : +2,11 %).
| 1793  | 1800  | 1806  | 1821  | 1831  | 1836  | 1841  | 1846  | 1851  |
| ----- | ----- | ----- | ----- | ----- | ----- | ----- | ----- | ----- |
| 1 093 | 1 087 | 1 173 | 1 173 | 1 274 | 1 333 | 1 405 | 1 338 | 1 356 |

| 1856  | 1861  | 1866  | 1872  | 1876  | 1881  | 1886  | 1891  | 1896  |
| ----- | ----- | ----- | ----- | ----- | ----- | ----- | ----- | ----- |
| 1 335 | 1 389 | 1 418 | 1 379 | 1 327 | 1 281 | 1 152 | 1 130 | 1 021 |

| 1901  | 1906 | 1911 | 1921 | 1926 | 1931 | 1936 | 1946 | 1954 |
| ----- | ---- | ---- | ---- | ---- | ---- | ---- | ---- | ---- |
| 1 002 | 967  | 886  | 879  | 891  | 863  | 821  | 768  | 732  |

| 1962 | 1968 | 1975 | 1982 | 1990 | 1999 | 2005 | 2006 | 2010 |
| ---- | ---- | ---- | ---- | ---- | ---- | ---- | ---- | ---- |
| 808  | 767  | 704  | 748  | 817  | 875  | 902  | 905  | 922  |

| 2015  | 2020 | 2022 | - | - | - | - | - | - |
| ----- | ---- | ---- | - | - | - | - | - | - |
| 1 020 | 984  | 980  | - | - | - | - | - | - |

### Pyramide des âges
En 2018, le taux de personnes d'un âge inférieur à 30 ans s'élève à 28,8 %, soit en dessous de la moyenne départementale (29 %). À l'inverse, le taux de personnes d'âge supérieur à 60 ans est de 30,8 % la même année, alors qu'il est de 34,9 % au niveau départemental.
En 2018, la commune comptait 502 hommes pour 525 femmes, soit un taux de 51,12 % de femmes, légèrement inférieur au taux départemental (52,15 %).
Les pyramides des âges de la commune et du département s'établissent comme suit.
| Hommes | Classe d’âge | Femmes |
| ------ | ------------ | ------ |
| 0,6    | 90 ou +      | 2,0    |
| 8,1    | 75-89 ans    | 8,5    |
| 22,7   | 60-74 ans    | 19,7   |
| 24,3   | 45-59 ans    | 23,9   |
| 15,2   | 30-44 ans    | 17,5   |
| 13,5   | 15-29 ans    | 11,9   |
| 15,6   | 0-14 ans     | 16,5   |

| Hommes | Classe d’âge | Femmes |
| ------ | ------------ | ------ |
| 1,1    | 90 ou +      | 2,6    |
| 10,1   | 75-89 ans    | 12,6   |
| 22     | 60-74 ans    | 23,2   |
| 20,1   | 45-59 ans    | 19,7   |
| 16,1   | 30-44 ans    | 15,6   |
| 15,2   | 15-29 ans    | 12,7   |
| 15,4   | 0-14 ans     | 13,6   |

## Économie
Asnières-la-Giraud a été et reste une commune d'agriculteurs et de viticulteurs.
Actuellement Asnières-la-Giraud a divers artisans, un garage, une entreprise de construction mécanique, un entrepôt Emmaüs et une activité liée au tourisme avec un hôtel, un gîte rural et l'auberge « Chantageasse ».

## Culture locale et patrimoine

### Lieux et monuments

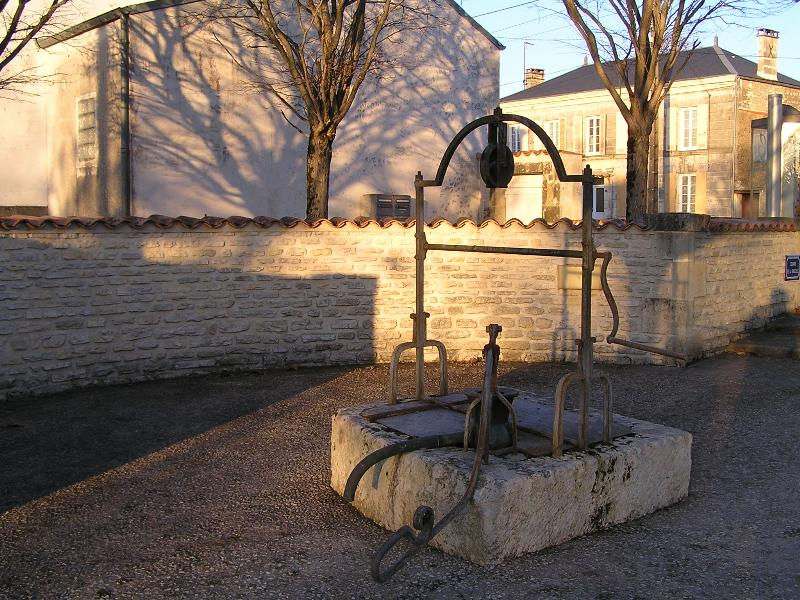
Vieux Puits.

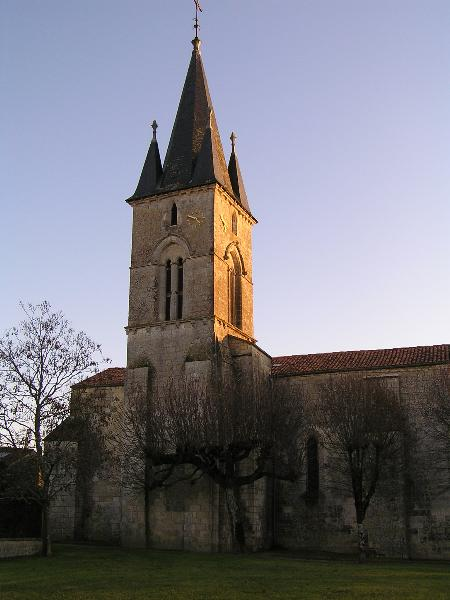
Le clocher de l'église.

L'église Saint-Médard du XIIe siècle, dont ne subsistent que le mur du chevet et trois fenêtres romanes. Elle a été relevée au XIVe siècle et la façade refaite au XIXe siècle. Le clocher à hauteur du cœur est coiffé d'un toit à charpente pyramidale à huit pans et quatre pyramidions en ardoise. L'église renferme des chapiteaux ornés et deux culots sculptés d'un animal à tête humaine et d'une sirène.

### Personnalités liées à la commune
- Pierre Roy de Loulay est un homme politique français né le 26 août 1818 à Asnières-la-Giraud.